# 诺曼·利尔
诺曼·利尔（英語：Norman Lear，1922年7月27日—2023年12月5日），男，美国情景喜剧编剧、制片人。曾获得2021年卡萝尔·伯内特奖。